# Sylvain Côté
Pour les articles homonymes, voir Côté (homonymie).
Sylvain Côté (né le 19 janvier 1966 dans la ville de Québec, dans la province de Québec au Canada) est un joueur retraité canadien de hockey sur glace.

## Carrière de joueur
Premier choix des Whalers de Hartford lors du repêchage de la Ligue nationale de hockey de 1984, il devint joueur professionnel lors de la saison qui suivit. Il retourna par contre jouer dans la Ligue de hockey junior majeur du Québec lors de la saison 1985-86. Il aida son équipe à se qualifier pour le tournoi de la Coupe Memorial. Cependant, son équipe ne remporta pas le titre. À deux reprises, il fut nommé au sein des équipes d'étoiles de la LHJMQ.
Au terme de sa carrière, il aura joué plus de 1 100 parties dans la LNH. De plus, il a atteint la finale de la Coupe Stanley lors de la saison 1999-2000 avec les Stars de Dallas. Ces derniers d'inclinèrent face aux Devils du New Jersey. En 2002, après seulement une partie, il fut libéré par les Capitals, ce qui mit un terme à sa carrière professionnelle.

## Statistiques

### En club
| Saison     | Équipe                    | Ligue          |       | Saison régulière | Saison régulière | Saison régulière | Saison régulière | Saison régulière |    | Séries éliminatoires | Séries éliminatoires | Séries éliminatoires | Séries éliminatoires | Séries éliminatoires |
| Saison     | Équipe                    | Ligue          | PJ    | B                | A                | Pts              | Pun              | PJ               | B  | A                    | Pts                  | Pun                  |                      |                      |
| 1981-1982  | Gouverneurs de Sainte-Foy | QAAA           | 46    | 18               | 29               | 47               | 117              | 5                | 0  | 3                    | 3                    | 8                    |                      |                      |
| 1982-1983  | Remparts de Québec        | LHJMQ          | 66    | 10               | 24               | 34               | 50               | -                | -  | -                    | -                    | -                    |                      |                      |
| 1983-1984  | Remparts de Québec        | LHJMQ          | 66    | 15               | 50               | 65               | 89               | 5                | 1  | 1                    | 2                    | 0                    |                      |                      |
| 1984-1985  | Whalers de Hartford       | LNH            | 67    | 3                | 9                | 12               | 17               | -                | -  | -                    | -                    | -                    |                      |                      |
| 1985-1986  | Olympiques de Hull        | LHJMQ          | 26    | 10               | 33               | 43               | 14               | 13               | 6  | 28                   | 34                   | 22                   |                      |                      |
| 1985-1986  | Olympiques de Hull        | Coupe Memorial | -     | -                | -                | -                | -                | 5                | 0  | 3                    | 3                    | 14                   |                      |                      |
| 1985-1986  | Whalers de Hartford       | LNH            | 2     | 0                | 0                | 0                | 0                | -                | -  | -                    | -                    | -                    |                      |                      |
| 1986-1987  | Whalers de Binghamton     | LAH            | 12    | 2                | 4                | 6                | 0                | -                | -  | -                    | -                    | -                    |                      |                      |
| 1986-1987  | Whalers de Hartford       | LNH            | 67    | 2                | 8                | 10               | 20               | 2                | 0  | 2                    | 2                    | 2                    |                      |                      |
| 1987-1988  | Whalers de Hartford       | LNH            | 67    | 7                | 21               | 28               | 30               | 6                | 1  | 1                    | 2                    | 4                    |                      |                      |
| 1988-1989  | Whalers de Hartford       | LNH            | 78    | 8                | 9                | 17               | 49               | 3                | 0  | 1                    | 1                    | 4                    |                      |                      |
| 1989-1990  | Whalers de Hartford       | LNH            | 28    | 4                | 2                | 6                | 14               | 5                | 0  | 0                    | 0                    | 2                    |                      |                      |
| 1990-1991  | Whalers de Hartford       | LNH            | 73    | 7                | 12               | 19               | 17               | 6                | 0  | 2                    | 2                    | 2                    |                      |                      |
| 1991-1992  | Capitals de Washington    | LNH            | 78    | 11               | 29               | 40               | 31               | 7                | 1  | 2                    | 3                    | 4                    |                      |                      |
| 1992-1993  | Capitals de Washington    | LNH            | 77    | 21               | 29               | 50               | 34               | 6                | 1  | 1                    | 2                    | 4                    |                      |                      |
| 1993-1994  | Capitals de Washington    | LNH            | 84    | 16               | 35               | 51               | 66               | 9                | 1  | 8                    | 9                    | 6                    |                      |                      |
| 1994-1995  | Capitals de Washington    | LNH            | 47    | 5                | 14               | 19               | 53               | 7                | 1  | 3                    | 4                    | 2                    |                      |                      |
| 1995-1996  | Capitals de Washington    | LNH            | 81    | 5                | 33               | 38               | 40               | 6                | 2  | 0                    | 2                    | 12                   |                      |                      |
| 1996-1997  | Capitals de Washington    | LNH            | 57    | 6                | 18               | 24               | 28               | -                | -  | -                    | -                    | -                    |                      |                      |
| 1997-1998  | Capitals de Washington    | LNH            | 59    | 1                | 15               | 16               | 36               | -                | -  | -                    | -                    | -                    |                      |                      |
| 1997-1998  | Maple Leafs de Toronto    | LNH            | 12    | 3                | 6                | 9                | 6                | -                | -  | -                    | -                    | -                    |                      |                      |
| 1998-1999  | Maple Leafs de Toronto    | LNH            | 79    | 5                | 24               | 29               | 28               | 17               | 2  | 1                    | 3                    | 10                   |                      |                      |
| 1999-2000  | Maple Leafs de Toronto    | LNH            | 3     | 0                | 1                | 1                | 0                | -                | -  | -                    | -                    | -                    |                      |                      |
| 1999-2000  | Blackhawks de Chicago     | LNH            | 45    | 6                | 18               | 24               | 14               | -                | -  | -                    | -                    | -                    |                      |                      |
| 1999-2000  | Stars de Dallas           | LNH            | 28    | 2                | 8                | 10               | 14               | 23               | 2  | 1                    | 3                    | 8                    |                      |                      |
| 2000-2001  | Capitals de Washington    | LNH            | 68    | 7                | 11               | 18               | 18               | 5                | 0  | 0                    | 0                    | 2                    |                      |                      |
| 2001-2002  | Capitals de Washington    | LNH            | 70    | 3                | 11               | 14               | 26               | -                | -  | -                    | -                    | -                    |                      |                      |
| 2002-2003  | Capitals de Washington    | LNH            | 1     | 0                | 0                | 0                | 4                | -                | -  | -                    | -                    | -                    |                      |                      |
| Totaux LNH | Totaux LNH                | Totaux LNH     | 1 171 | 122              | 313              | 435              | 545              | 102              | 11 | 22                   | 33                   | 62                   |                      |                      |

### En équipe nationale
| Année | Équipe | Compétition                 |   | PJ | B | A | Pts | Pun               |  | Résultat |
| 1984  | Canada | Championnat du monde junior | 7 | 0  | 2 | 2 | 13  | 4e position       |  |          |
| 1986  | Canada | Championnat du monde junior | 7 | 1  | 4 | 5 | 4   | Médaille d'argent |  |          |
| 1996  | Canada | Coupe du monde              | 2 | 0  | 1 | 1 | 0   | Médaille d'argent |  |          |

## Trophées et honneurs personnels
- Ligue de hockey junior majeur du Québec
  - 1984 : nommé dans la 2e équipe d'étoiles
  - 1986 : nommé dans la 1re équipe d'étoiles

## Transactions en carrière
- 8 septembre 1991 : échangé aux Capitals de Washington par les Whalers de Hartford en retour d'un choix de 2e rond (Andreï Nikolichine) lors du repêchage d'entrée dans la LNH en 1992.
- 24 mars 1998 : échangé aux Maple Leafs de Toronto par les Capitals de Washington en retour de Jeff Brown.
- 8 octobre 1999 : échangé aux Blackhawks de Chicago par les Maple Leafs de Toronto en retour d'un choix de 2e rond (Karel Pilař) lors du repêchage d'entrée dans la LNH en 2001.
- 8 février 2000 : échangé aux Stars de Dallas par les Blackhawks de Chicago avec Dave Manson en retour de Kevin Dean, Derek Plante et d'un choix de 2e ronde (Matt Keith) lors du repêchage d'entrée dans la LNH en 2001.
- 7 juillet 2000 : signe un contrat comme agent libre avec les Capitals de Washington.
- 12 novembre 2002 : libéré par les Capitals de Washington.

## Honneurs

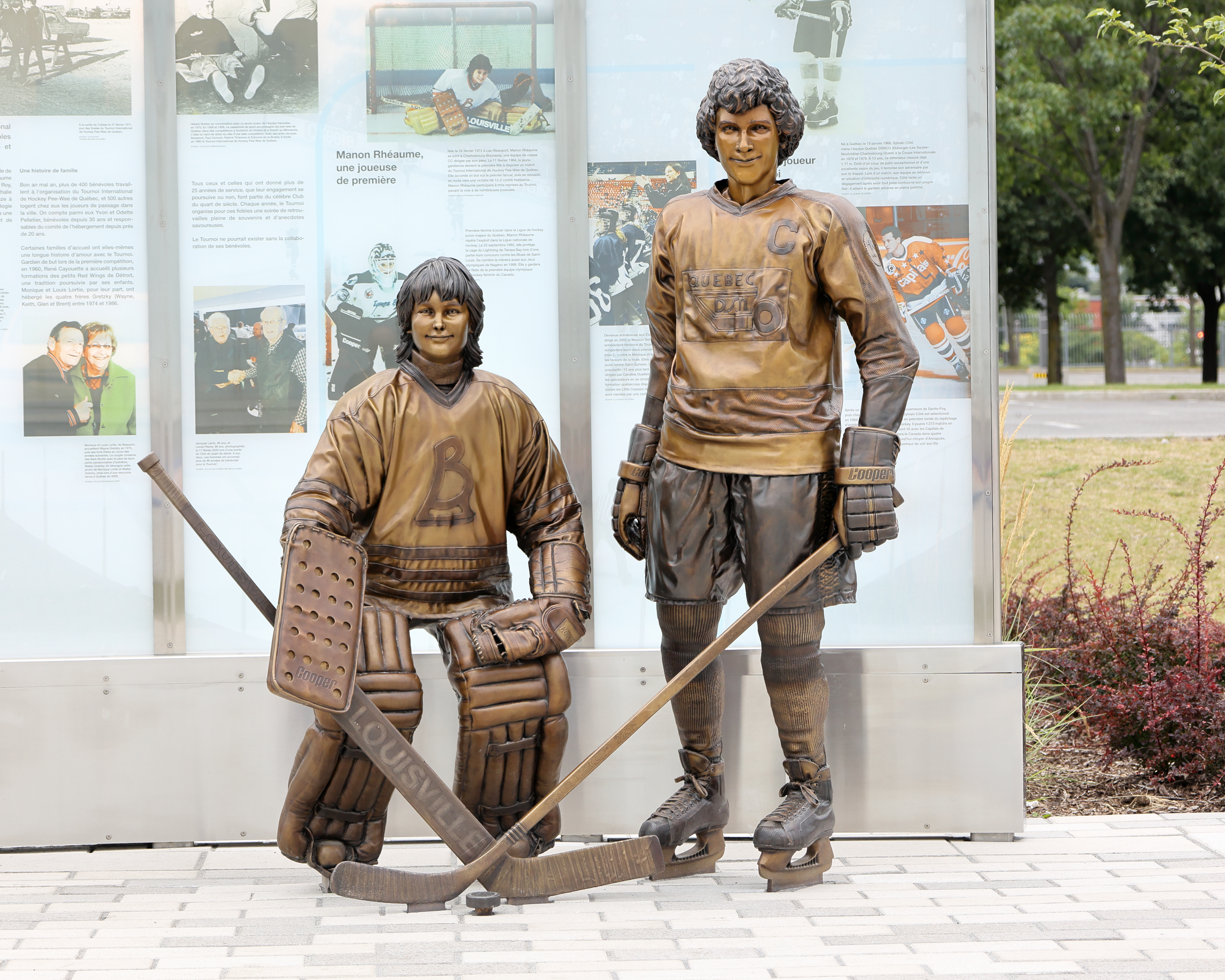
Hommage aux bénévoles du tournoi international de hockey pee-wee de Québec avec la représentation de Manon Rhéaume et de Sylvain Côté présent à la Place-Jean-Béliveau à Québec

- Hommage aux bénévoles du tournoi Pee-Wee de Québec, œuvre de Guillaume D. Cyr (2021) : statues de bronze du défenseur Sylvain Côté et de la gardienne de but Manon Rhéaume, pionnière québécoise du hockey féminin présente à la Place Jean-Béliveau à Québec.